# نينا عبد الملك
نينا عبد الملك من مواليد ( 25 سبتمبر عام 1992 )؛ مغنية لبنانية. بدأت مشوارها الفني سنة 2011 ضمن البرنامج الغنائي ستار أكاديمي في الموسم الثامن وكان البرنامج بمثابة نقطة البداية لها. استطاعت أن تؤسس لنفسها قاعدة جماهرية في عدد من البلدان العربية كان أبرزها السعودية ومصر والأردن والعراق والكويت والجزائر. كما كانت عضو في فرقة (UAT) التي انضمت إليها مع مغني الراب التونسي بشير بكور ومغني الهيب هوب السعودي طارق علي فودة.

## حياتها الشخصية
ولدت نينا في 25 سبتمبر 1992، في مدينة النبطية في لبنان، وهي لأسرة درزية تعود بأصولها إلى بلدة بحمدون في بتاتر في قضاء عاليه التابع لمحافظة جبل لبنان. والدها مهندس ديكور ووالدتها تُدعى فريال ولديها أخ واحد يُدعى عاصم. أنهت دراستها العليا في الجامعة اللبنانية قسم الإخراج تخصص الإخراج السينمائي والتلفزيوني. تزوجت الإعلامي السوري حسان الشيخ في 25 سبتمبر 2018، وأعلنت نبأ زواجها بعد 10 أشهر من الزواج.

## حياتها المهنية
نينا عبد الملك عضوة سابقة في فرقة (UAT) الموسيقية وهي فنانة صاحبة صوت جبلي لبناني استطاعت من خلال شخصيتها البسيطة الوصول لعدد من الجمهور عبر مواقع التواصل الاجتماعي، فحققت في مايو 2017 أكثر من مليون ونصف متابع على حسابها الشخصي على إنستغرام.
كانت بدايتها الفنية منذ الصغر في المدرسة مع فرقة الكورال لمدة 9 سنوات حيث كانت تغني وتقوم بالحفلات داخل المدرسة ومن هنا بدأت تنمي موهبتها الغنائية، وكانت أحد المشاركات في برنامج (مش بالمود) على الراديو مع الفنان زياد بطرس وبعد سنة التحقت ببرنامج ستار أكاديمي 8. كان حلم الطفولة عندها المشاركة في برنامج الهوات ستار أكاديمي إلى أن جاء الوقت وقدمت على البرنامج وهي في عمر 18 سنة، وتمت الموافقة عليها وبدأت مشوارها الفني حيث قدم لها البرنامج الدعم والخبر الموسيقية استمرت في البرنامج إلى أن وصلت إلى البرايم الثامن الذي حدد لها نهاية مشوارها الفني في البرنامج وخرجت منه.
كما كان لها مشاركة بعد ذلك في فعاليات ليالي رمضان في مهرجان بابل سنة 2012 مع الملحن زياد الاحمدية، وغنت مجموعة من الأغنيات لكبار الفنانين أمثال فيروز وأسمهان وليلى مراد وغيرهم من الفنانين. كانت البداية الفنية الغنائية للفنانة بثلاث أغنيات منفردة من إنتاجها الخاص كان أولها أغنية (بيني وبينك) سنة 2011 من كلمات وألحان عمر ساري. ثم أصدرت أغنية (مش بسهولة) سنة 2013 ، وأغنية (عم دور ع حالي) في 25 سبتمبر 2014، كلمات وألحان مهدي عزالدين ولاقت إستحسان عند الجمهور والأغنية من إنتاج شركة بابلي تولز.

## مشاركتها في ستار أكاديمي 8
شاركت في برنامج اكتشاف المواهب ستار أكاديمي في الموسم الثامن سنة 2011 ولم تكن بمثابة التجربة الذهبية التي تحلم بها حيث تم إستبعادها عن البرنامج في البرايم الثامن ولم تلقى دعما بعد خروجها من الأكاديمية من أي من شركات الإنتاج في بداية مشوارها الفني وتابعت مسيرتها الفنية وحدها بعد إستبعادها من المنافسة.

## انطلاق فرقة UAT وانضمامها لها وانفصالها عنها

### الإطلاق
انطلقت فكرة الفرقة من كون الجيل الجديد في العالم العربي يتأثر في الموسيقى الغربية في ظل غياب من يمثله في الوطن العربي ويعبر عنه ويتحدث عن القضايا كلها وليس عن الحب فحسب. فأنتجة هذه الفرقة التي ستكون صوت الجيل الجديد والتي تعبير عن مكنوناته من خلال موضوعات لم يتناولها من قبل في أسلوب موسيقي غربي شرقي معاصر.

### الانضمام
اتحاد المواهب العرب (United Arab Talent) واختصارها (UAT) هي مجموعة تضم فنانين شباب من ثلاث دول عربية وهي أول فرقة عربية توقع مع مجموعة يونيفرسال الموسيقية العالمية، الفرقة هي عبارة عن خليط ثلات ثقافات وثلاث دول وثلات جنسيات مختلفة من العالم العربي في مجموعة واحدة، تتألف الفرقة من نينا عبد الملك من لبنان، بشير بكور من تونس، وطارق علي فودة من السعودية، قدمت الفرقة مجموعة من الأغاني التي لاقت رواجا على مسامع الجمهور كان أبرزها أغنية (بدون أي حدود) وأغنية (مشيها) التي عمل على إنتاجها كلا من Diakar و Thomas X-Plosive وكلاهما عمل مع مشاهير من أوروبا

## شركات الإنتاج
- Universal Music MENA - مجموعة يونيفرسال الموسيقية
- Group VEVO Music - مجموعة فيفو الموسيقية

## الألبومات
- ألبوم جوهر الحياة

الألبوم يضم 14 أغنية وكانت الفرقة قد صورت 4 أغنيات على طريقة الفيديو كليب وتم تسجل الألبوم في بيروت مع شركة ( دياكار أند توماس إكسبلوسيف ). وتنوعت موسيقى الألبوم بين أغاني البوب وأغاني الرقص الإلكترونية، حيث تم إطلاقه رسميًا في بيروت في فيرجن ميجاستور وإحتل الألبوم على تطبيق آي تيونز المرتبة الثانية وعلى المرتبة الثالثة في دولة الإمارات والسعودية.